# Цецилий Матерн
Цецилий Матерн (на гръцки: Και Ματερνου; на латински: Caecilius Maternus) е римски управител на провинция Тракия (legatus Augusti pro praetore Thraciae) по времето на август Комод през 187 г. Произхожда от знатния римски род Цецилии.
Участва в издаването на монетни емисии чрез градските управи на Филипопол (дн. Пловдив), Пауталия (дн. Кюстендил) и Марцианопол (дн. Девня; начало на монетосеченето за града, по това време част от провинция Тракия). Името му е известно и от надпис от Августа Траяна (дн. Стара Загора).